# Chiyoko Kawashima
Chiyoko Kawashima (川島 千代子 Kawashima Chiyoko) es una seiyū japonesa retirada nacida el 2 de junio de 1954 en Tokio. Es reconocida por interpretar a Setsuna Meiō (Sailor Pluto) en Sailor Moon y a Patricia O'Brien en Candy Candy. Su último rol como seiyū fue la madre de Maron Kusakabe en Kamikaze Kaitō Jeanne en el año 2001.

## Roles interpretados

### Series de Anime
- Ai Shite Night como Meiko Kajiwara
- Bikkuriman como Rojin Hood
- Candy Candy como Patricia "Patty" O'Brien
- City Hunter 2 como Sayuri Kaionji
- Cyborg 009 (1979) como Hiruda y Mesela
- Detective Conan como Madre de Katsuhiko
- Hokuto no Ken como Mako
- Galaxy Express 999 como Chromeria y Claire
- Kaibutsu-kun como Kako Ichimaru
- Kimagure Orange Road como la madre de Hikaru
- Kiteretsu como Yoshie Sakurai
- Lalabel, la niña mágica como Sakura Megumi
- Maple Town Monogatari como Mireille Pearson Antelope
- Sailor Moon como Setsuna Meiō (Sailor Pluto), Shingo Tsukino, Srta. Mónica/Haruna Sakurada, Derella, Utonberino y Yamandakka
- Saint Seiya como Shiryū (niño) y Geist
- Sally, la bruja (1989) como la madre de Sally
- Super libro como Eva y Rebecca
- Tiger Mask II como Midori Ariyoshi
- Yawara! como Fujiko Itto

### OVAs
- Candy Candy: Candy no natsuyasumi como Patricia "Patty" O'Brien

### Películas
- Adieu Galaxy Express 999 como Kei Yūki
- Capitán Harlock: El Misterio de La Arcadia como Kei Yuki y Mayu Ooyama
- Dr. Slump Arare-chan 6: N-cha! Pengin-mura wa Hare nochi Hare como el Príncipe Chap
- Sailor Moon como Setsuna Meiō (Sailor Pluto)
- Shin Kimagure Orange Road: Soshite ano natsu no hajimari como la madre de Hikaru

### Videojuegos
- Bishoujo Senshi Sailor Moon: Another Story como Setsuna Meiō (Sailor Pluto)